# 도사오쓰역
도사오쓰역(일본어: 土佐大津駅)은 일본 고치현 고치시에 있는 시코쿠 여객철도 도산 선의 역이다. 역 번호는 D 41이며, 상대식 승강장 2면 2선의 구조를 지닌 지상역이다.

## 타는 곳
| 1 · 2 | ■ 도산 선 | (하행) | 고치 · 이노 · 스사키 · 구보카와 방면         |
| 1 · 2 | ■ 도산 선 | (상행) | 도사야마다 · 아와이케다 · 아키 · 나하리 방면 |

## 역 주변
- 국도 제195호선
- 고치 대학 의학부

## 역사
- 1925년 12월 5일 : 개업.
- 1970년 10월 1일 : 무인역화.
- 1987년 4월 1일 : 민영화에 따라, 시코쿠 여객철도로 이관.

## 인접 정차역
| 시코쿠 여객철도 도산 선 | 시코쿠 여객철도 도산 선 | 시코쿠 여객철도 도산 선 |
| ----------------------- | ----------------------- | ----------------------- |
| D 40 고멘 다도쓰 방면   | 도산 선                 | 누노시다 D 42 고치 방면 |